# Große Anakonda
Die Große Anakonda (Eunectes murinus), auch Südliche Grüne Anakonda genannt, ist eine Schlangenart aus der Familie der Boas (Boidae) und wird dort in die Unterfamilie der Boaschlangen (Boinae) gestellt. Sie ist eine der größten Schlangen der Welt. Große Anakondas bewohnen die Tropen Südamerikas. Die Tierart ist eng an Wasser gebunden und bewohnt größere Gewässer aller Art.

## Beschreibung
Die Große Anakonda zählt zu den größten Riesenschlangen der Welt, gesicherte Daten über die Maximallänge lebender oder frischtoter Individuen sind jedoch nicht verfügbar. Nach Dirksen ist die längste bekannte, vermutlich nicht nach dem Tod gestreckte Haut einer Großen Anakonda etwa 8,9 m lang. Bei dieser Haut fehlten Kopf und Schwanzspitze, das Tier hätte demnach eine Gesamtlänge von über 9 m gehabt. Gesicherte Angaben zum Maximalgewicht liegen ebenso wenig vor, Ausnahmeexemplare „sollen über 200 kg schwer werden können.“ Die gesicherten Werte größerer Stichproben liegen erheblich niedriger, wobei die Große Anakonda hinsichtlich Körperlänge und -gewicht einen extremen Geschlechtsdimorphismus zeigt. Weibchen sind im Mittel größer und erheblich schwerer als Männchen. In Venezuela hatten im Rahmen einer Studie vermessene, geschlechtsreife Männchen Gesamtlängen von 1,88–3,34 m, im Mittel 2,63 m und wogen 2,5–14,3 kg, im Mittel 7,0 kg; Weibchen erreichten 2,43–5,17 m, im Mittel 3,70 m und wogen 9,3–82,5 kg, im Mittel 32,6 kg. Das größte von denselben Autoren im Rahmen einer weiteren Studie gefangene Weibchen wog 97,5 kg.
Die Art ist sehr kräftig gebaut, der Körper ist im Querschnitt annähernd rund. Der Kopf ist relativ klein und nur wenig vom Hals abgesetzt. Der Schwanz ist, verglichen mit anderen Arten der Unterfamilie Boinae, relativ lang, auf ihn entfallen etwa 15 % der Gesamtlänge. Die Augen und die Nasenlöcher befinden sich in Anpassung an die aquatische Lebensweise hoch am Kopf.
Die Anzahl der Supralabialia kann zwischen 14 und 19 liegen, der Unterkiefer zeigt 18–25, im Mittel 21 Infralabialia. Die Anzahl der Bauchschuppen (Ventralschilde) variiert zwischen 239 und 266 und beträgt im Mittel 249, die der Subcaudalia zwischen 55 und 78 (Mittelwert 68) und die Anzahl der dorsalen Schuppenreihen in der Körpermitte beträgt 55–74, im Mittel 63.
Die Grundfärbung der Großen Anakonda variiert zwischen braun und olivgrün. Auf dem Rücken zeigt die Art ovale bis runde schwarze Flecken, die ein helleres Zentrum haben können und in der Anzahl stark variieren. Seitlich hat sie Augenflecken mit gelben Zentren. Hinter den Augen befinden sich je zwei parallele schwarze Streifen, die ein variabel weißes, oranges oder rotes Feld eingrenzen; dieses Feld kann aber auch dieselbe Farbe wie der Körper haben. Die Unterseite ist cremeweiß bis hellgelb, die Bauchschuppen sind unregelmäßig schwarz gefleckt; diese Flecken können als paarige Linien ausgebildet sein. Die Zunge ist schwarz.

## Verbreitung und Lebensraum

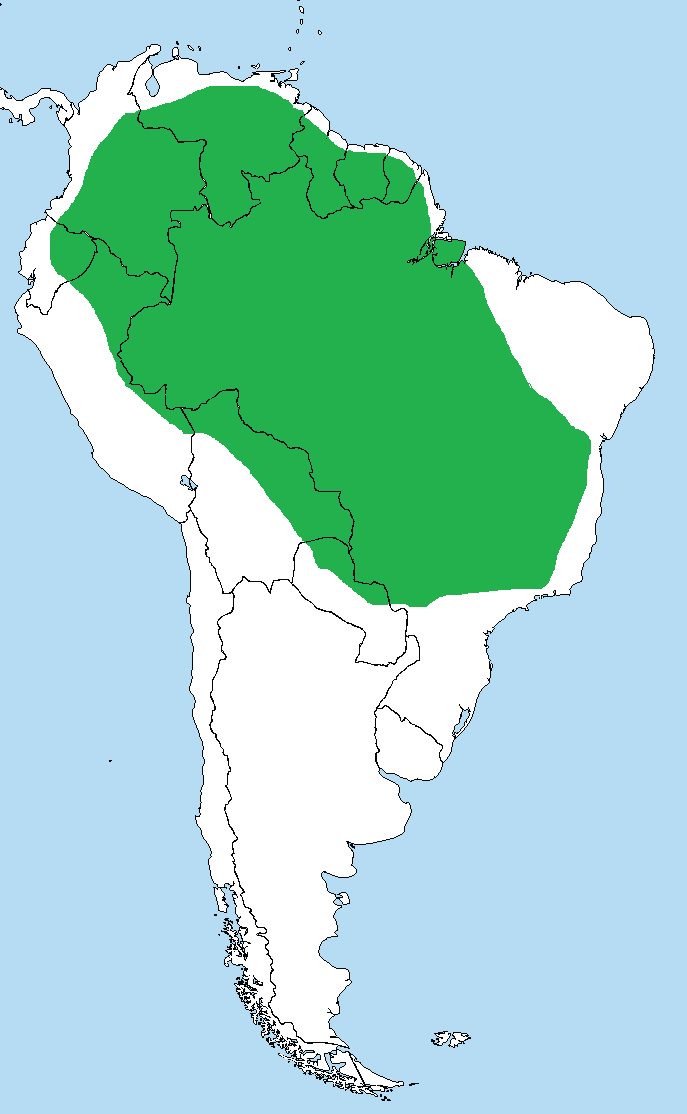
Verbreitungsgebiet der Grünen Anakondas

Von allen Anakondas ist die Große Anakonda am weitesten verbreitet. Sie kommt östlich der Anden im nördlichen Tiefland Südamerikas vom Amazonas-Flusssystem nach Süden bis zum mittleren Rio Paraná und Río Paraguay vor. Die Art ist eng an Wasser gebunden und bewohnt wasserreiche Lebensräume aller Art mit dichter Vegetation, vor allem Sümpfe, Stillgewässer und langsam fließende Flüsse.

## Verhalten
Die Große Anakonda bewegt sich an Land eher träge. In Gewässern, in denen sie sich viel aufhält und aus denen sie auch jagt, kann sie höhere Geschwindigkeiten erreichen. Dabei bewegt sie sich oftmals mit ihrem Körper knapp unter der Wasseroberfläche und nur mit ihrem Kopf über der Wasserlinie. Zudem wurde beobachtet, dass die Schlange auch einige Zeit unter Wasser tauchen kann. Dabei bewegt sie sich schlängelnd auf dem Gewässerboden und orientiert sich, wie auch an Land, mit Hilfe ihrer gespaltenen Zunge.

## Jagdweise und Nahrung

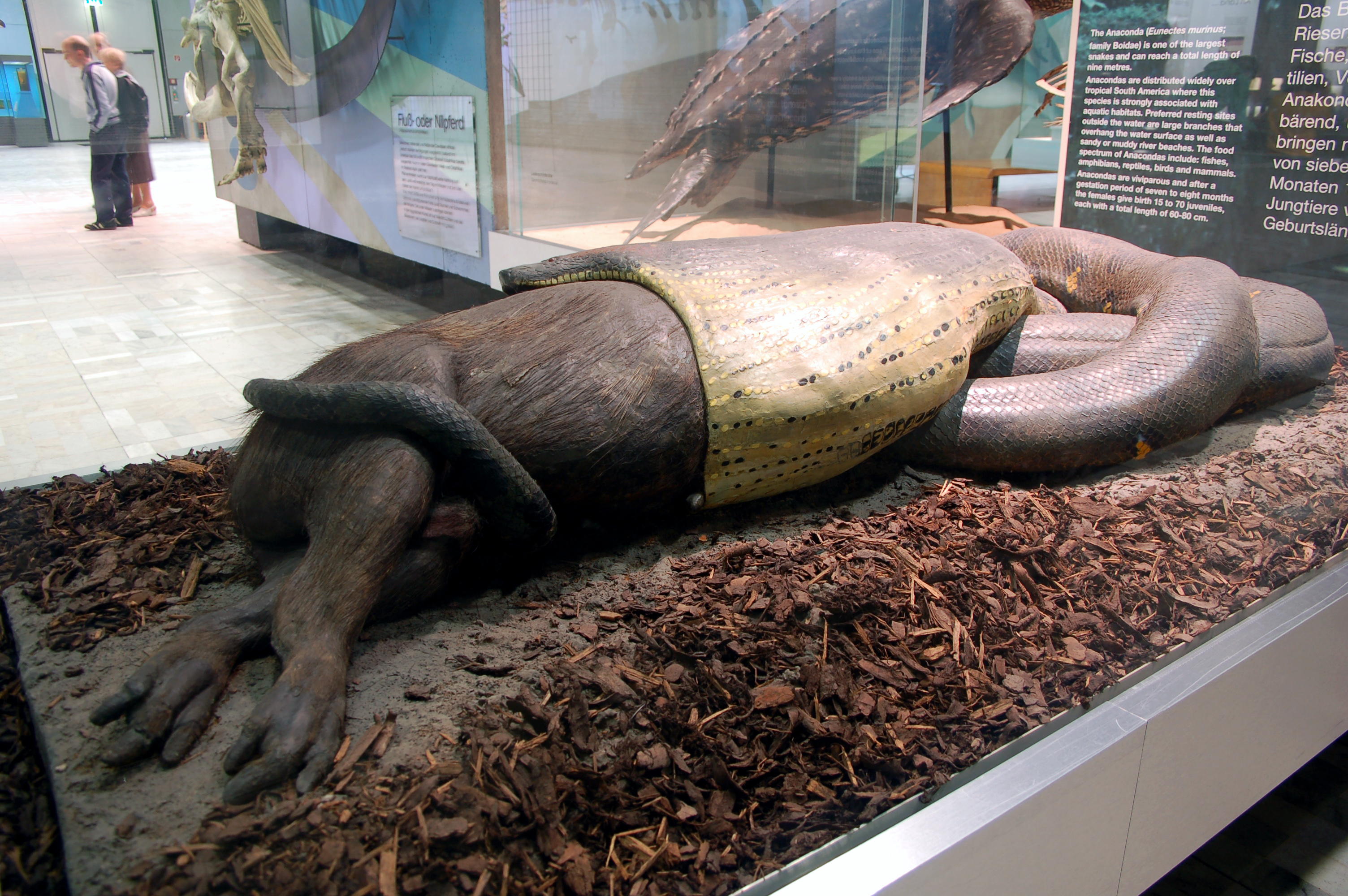
Eine Große Anakonda verschlingt ein Capybara. Präparat im Frankfurter Naturmuseum Senckenberg

Die Art ist ein Lauerjäger; die wesentliche Jagdmethode ist offenbar das bewegungslose Warten im Wasser, bis Beute in erreichbare Nähe kommt. Sie ist dabei durch ihre Färbung sehr gut getarnt. Wie alle Riesenschlangen umschlingt die Große Anakonda ihre Beute und bringt so deren Atmung (Ventilation) und Blutkreislauf zum Erliegen, was schnell zum Tod führt. Anschließend wird die Beute mit dem Kopf voran verschlungen.
Das Nahrungsspektrum der Großen Anakonda umfasst alle in ihrem Lebensraum vorkommenden kleinen bis mittelgroßen Wirbeltiere, also Fische, Amphibien, Reptilien, Vögel und Säugetiere. Die Art zeigt jedoch, abhängig von Geschlecht und Größe, deutliche Präferenzen bei der Nahrungswahl. Kleinere Exemplare fressen in erster Linie Vögel, Männchen tun dies während ihres gesamten Lebens. Weibchen erbeuten ab einer Länge von etwa 3 m und mit Erreichen der Geschlechtsreife überwiegend Reptilien und Säugetiere, vermutlich um stärker wachsen zu können und um den für die Reproduktion nötigen hohen Energiebedarf zu decken.
Systematische Untersuchungen zur Zusammensetzung des Beutespektrums wurden bisher offenbar nicht veröffentlicht; zur regelmäßigen Nahrung großer Weibchen zählen nach Einzelbeobachtungen junge Capybaras, daneben werden auch junge Weißwedelhirsche, Kaimane und kleinere Artgenossen erbeutet.
Insbesondere die Erbeutung von Capybaras ist für die Anakonda nicht risikolos. In Venezuela hatten 35 von 38 untersuchten Weibchen Narben, die vermutlich auf Bisswunden zurückzuführen waren. In einem Fall wurde dort eine Anakonda, die gerade ein Capybara fraß, mit einer frischen großen Fleischwunde angetroffen. In einem weiteren Fall war eine Anakonda, die ein 2,5 kg schweres junges Capybara erbeutet hatte, offensichtlich von anderen Capybaras getötet worden.

## Natürliche Feinde
Im ersten Lebensjahr ist die Mortalität der Jungtiere offenbar sehr hoch; diese werden von Großkatzen, Kaimanen und größeren Artgenossen erbeutet. Mit zunehmender Größe sinkt die Mortalität. Ausgewachsene Anakondas haben kaum noch natürliche Feinde.

## Fortpflanzung
Die Paarungszeit variiert je nach geographischer Lage; systematische Untersuchungen hierzu liegen bisher nur aus Venezuela vor. Hier wurden Paarungen nach Beginn der Trockenzeit von Mitte März bis Ende Mai festgestellt. Die Paarungen finden meist in flachem Wasser statt. Bei der Paarung umschlingt das Männchen das Weibchen mit ein bis zwei Schlingen der hinteren Körperpartie. Häufig bilden sich Paarungsknäuel (englisch mating balls), die aus einem Weibchen und mehreren Männchen bestehen, die dieses Weibchen gleichzeitig umschlingen. In Venezuela wurden zusammen mit einem Weibchen 1 bis 13, im Mittel 3,8 Männchen gefunden, die Anzahl der Männchen war mit der Größe der Weibchen positiv korreliert. Innerhalb dieser Gruppen versuchen die Männchen zur Kopulation jeweils zur Kloake des Weibchens zu gelangen, indem sie andere Männchen zur Seite drängen; große Männchen sind dabei deutlich erfolgreicher. Die Große Anakonda ist polyandrisch, die Weibchen kopulieren mit mehreren Männchen hintereinander, während die Männchen pro Saison offenbar nur mit einem Weibchen kopulieren.
Die Große Anakonda ist ovovivipar. Die Jungtiere werden nach einer Tragzeit von sechs bis acht Monaten lebend geboren. Die Wurfgröße nimmt offenbar, wie bei vielen Schlangenarten, mit der Größe der Weibchen zu. Vier Weibchen mit einer Länge von drei bis vier Metern brachten 18 bis 30 Jungtiere zur Welt, in einem 4,5 Meter langen Weibchen wurden 45 Embryos gefunden und der Wurf eines 6,3 m langen Weibchens umfasste 72 Jungschlangen. Die frisch geborenen Jungtiere sind meist 70 bis 90 cm lang und 150–400 g schwer.
Weibchen investieren erheblich in ihren Nachwuchs; in Venezuela betrug das Geburtsgewicht aller Jungtiere zusammen im Mittel 40 % der nach der Geburt ermittelten Körpermasse des Weibchens. Dieser hohe energetische Aufwand bedingt vermutlich, dass die Weibchen nur jedes zweite Jahr Junge bekommen.

## Systematik
Die Große Anakonda erhielt 1758 ihren ersten wissenschaftlichen Namen durch den schwedischen Naturforscher Carl von Linné, der ihr in seinem Systema Naturae die Bezeichnung Boa murinus gab. Die Gattung Eunectes (Anakondas) wurde 1830 durch den deutschen Herpetologen Johann Georg Wagler eingeführt. Für die Art werden keine Unterarten anerkannt. In einer im Februar 2024 veröffentlichten Studie über die Systematik der Anakondas wird die nördliche Population der Großen Anakonda aufgrund starker Abweichung in der mitochondrialen DNA zu einer eigenständigen Art (Nördliche Grüne Anakonda (Eunectes akayima)) erklärt. Die neu benannte Art kommt im nördlichen Südamerika in Ecuador, Venezuela, Trinidad, Guyana, Surinam und Französisch-Guayana und wahrscheinlich auch in Kolumbien vor, während E. murinus vor allem südlich des Amazonas vorkommt. Beide Arten haben sich vor rund 10 Millionen Jahren getrennt. Der genetische Abstand zwischen beiden Arten beträgt 5,5 %.

## Gefährdung
Die Art wird von der IUCN angesichts ihres großen Verbreitungsgebiets und Vorkommens in zahlreichen Schutzgebieten als „ungefährdet“ (Least Concern) gelistet.